# Heusden Koers 1937
De 3e editie van de Belgische wielerwedstrijd Heusden Koers werd verreden op 15 augustus 1937. De start en finish vonden plaats in Heusden. De winnaar was Sylvain Grysolle, gevolgd door Petrus Van Teemsche en Emiel Vandepitte.

## Uitslag
| Heusden Koers 1937 |                     |                |         |
| Plaats             | Naam                | Ploeg          | Tijd    |
| Winnaar            | Sylvain Grysolle    | Dilecta-Wolber | 3u50'0" |
| 2                  | Petrus Van Teemsche | Colin-Wolber   | 30'     |
| 3                  | Emiel Vandepitte    | Dilecta-Wolber | z.t.    |

1929 · 1930-1935 · 1936 · 1937 · 1938 · 1939 · 1952 · 1953 · 1954 · 1955 · 1956 · 1957 · 1958 · 1959 · 1960 · 1961 · 1962 · 1963 · 1964 · 1965 · 1966 · 1967 · 1968 · 1969 · 1970 · 1971 · 1972 · 1973 · 1974 · 1975 · 1976 · 1977 · 1978 · 1979 · 1980 · 1981 · 1982 · 1983 · 1984 · 1985 · 1986 · 1987 · 1988 · 1989 · 1990 · 1991 · 1992 · 1993 · 1994 · 1995 · 1996 · 1997 · 1998 · 1999 · 2000 · 2001 · 2002 · 2003 · 2004 · 2005 · 2006 · 2007 · 2008 · 2009 · 2010 · 2011 · 2012 · 2013 · 2014 · 2015 · 2016 · 2017 · 2018 · 2019 · 2020 · 2021 · 2022 · 2023